# Gunther Schuller

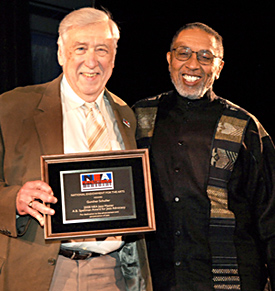
Gunther Schuller y el historiador de la música A.B. Spellman

Gunther Schuller (Nueva York, 22 de noviembre de 1925 - 21 de junio de 2015) fue un compositor, trompista y director de orquesta estadounidense, uno de los principales representantes de la «Third Stream Music» («Tercera vía o corriente»), un término que él acuñó para describir la música que combina las técnicas clásicas y el jazz.

## Biografía
Hijo de inmigrantes alemanes —su padre era violinista de la Orquesta Filarmónica de Nueva York— Gunther Schuller estudió en la «Saint Thomas School Choir» (1938-42) y después en la «Manhattan School of Music». Comenzó su carrera como destacado instrumentista, tocando la trompa en orquestas profesionales desde los diecisiete años, primero en la Orquesta Sinfónica de Cincinnati (1943-45) y, dos años más tarde, en la orquesta del Metropolitan Opera de Nueva York (1949-59). 
Desde finales de los años 40, comenzó a componer. Se encuentran en su obra influencias de Schönberg, Babbitt e Stravinski, pero también, del jazz. Participó en 1949, como trompista, en el Noneto de Miles Davis, la orquesta faro del cool jazz. Frecuentó asiduamente los ambientes jazzísticos, pero permaneciendo siempre en el mundo de la música clásica y contemporánea. Realizó giras internacionales, y grabó en estudio, con grandes estrellas del jazz, como Dizzy Gillespie, Miles Davis, Eric Dolphy y John Lewis. Creó el programa de jazz en el NEC, que hoy es uno de los centros más importantes de jazz en el mundo.
Poco a poco, abandonó su carrera como instrumentista, la cual dejó definitivamente en 1959 para abordar una carrera de profesor, de musicólogo, de director de orquesta y de compositor. Como profesor, Schuller comenzó a dar clases a los 25 años en la «Manhattan School of Music», una labor docente que desempeñó en muchos lugares: trabajó, entre otros, en la Escuela de jazz de Lenox (Massachusetts), como profesor de composición en la School of Music de Yales, dirigió el New England Conservatory de Boston (1967-77) y fue director artístico del Tanglewood Berkshire Music Center, del Festival in Sandpoint en Idaho y director musical del Spokane Bach Festival. 
Como musicólogo, fue autor de numerosos artículos en revistas como Jazz review y otras, y obras teóricas como Early jazz: Its roots and developement (1968). 
Como organizador de eventos, fue director musical de los festivales de jazz de Monterey (1961), Washington (1962) y Tanglewood (1963), y del festival de Musique romantique américaine de Boston. Ha prganizó numerosos conciertos y presidió la grabación de piezas raras del repertorio clásico o de jazz estadounidense.
Como director de orquesta, dirigió sucesivamente la Orchestra USA, el New England Conservatory Ragtime Ensemble, el New England Conservatory Jazz Repertory Orchestra y el Columbia Chamber Ensemble. Además de sus propias obras y piezas del repertoire clásico y contemporáneo, Schuller también dirigió obras raramente interpretadas (la ópera Treemoshina de Scott Joplin) y nuevas grabaciones de piezas de jazz de los años 20-30 (morceaux de repertorio de las orquestas de Paul Whiteman, Earl Hines, Benny Moten, Sam Wooding, Jimmy Reese Europe o de los McKinney’s Cotton Pickers).
Como compositor, escribió abundantemente (más de 160 obras): música orquestal, música de cámara y también óperas. Recibió encargos de la Baltimore Symphony, Orquesta Sinfónica de Boston, Orquesta Sinfónica de Chicago, Minneapolis Symphony, National Symphony, y la Orquesta Filarmónica de Nueva York, además de algunas otras, como la Orquesta Filarmónica de Berlín. Su eclecticismo y una cierta tendencia a la dispersión le supusieron a Schuller estar un poco marginado en relación con otros compositores de música contemporánea estadounidense, considerados más respetables. Compositor bastante inclasificable, fue de hecho conocido sobre todo como principal iniciador, con John Lewis de la «Tercera corriente» («Third stream»), tentativa de fusión entre la música clásica y el jazz.
En 1967 fue designado miembro de la Academia Americana de las Artes y las Letras. Schuller fue editor en jefe de Jazz Masterworks Editions, y codirector de la Smithsonian Jazz Masterworks Orchestra de Washington D. C. (con David Baker). Otro esfuerzo de preservación fue su edición póstuma del gran trabajo final de Charles Mingus, Epitaph, en el Lincoln Center en 1989, posteriormente editado por Columbia/Sony Records.
Schuller murió el 21 de junio de 2015, "... con la música de fondo de Beethoven del Himno a la alegría mientras estaba en su cama. " Fue el padre del percusionista de jazz George Schuller y el bajista Ed Schuller.

## Premios y reconocimientos
Schuller recibió numerosos premios, entre ellos, en 1970, el «Ditson Director's Award»; en 1988, el «Premio William Schuman», otorgado por la Universidad de Columbia por su «trayectoria en la composición musical de América»; en 1991, el premio de la Fundación MacArthur "genius award"; en 1994, el Premio Pulitzer por su composición escrita para la Louisville Symphony, Of Reminiscences and Reflections; en diciembre de 2005, el premio de la ´Biblioteca del Congreso de los Estados Unidos. Tiene además diez títulos honorarios por diversas universidades. En 1993, la revista Down Beat le honró con el «Lifetime Achievement Award» por su contribución al jazz.
También consiguió dos Premios Grammy: en 1974, el Premio Grammy a la Mejor Interpretación de Música de Cámara, por su labor como director de orquesta al frente del «New England Conservatory Ragtime Ensemble», en la interpretación del álbum de Joplin, The Red Book Back; y en 1976, el Premio Grammy a las Mejores Notas de Álbum Clásico, por las notas para su propio álbum, Footlifters.